# Samuel Adalberg
Samuel Adalberg, né en 1868 à Varsovie et mort par suicide dans la même ville le 10 novembre 1939, est un parémiologiste, un fonctionnaire de l'État polonais et un avocat pour les Juifs assimilés.

## Biographie
Pendant ses études de 1878 à 1888 à la Szkoła Realna, la première école moderne très fréquentée par les Juifs de Varsovie, il est remarqué par le directeur Samuel Dickstein, et se lie d'amitié avec Samuel Poznański, qui deviendra plus tard le rabbin d'une synagogue progressiste et un activiste social.
Adalberg est alors engagé par l'entrepreneur, philanthrope et parémiologiste Ignaz Bernstein (de) pour ordonner sa bibliothèque. Il en profite pour traduire deux recueils de proverbes yiddish qu'il publie de façon anonyme en 1888 et 1890, tout en participant à l'ouvrage de Bernstein Yidishe shprikhverter un rednsartn, qui ne sera publié qu'en 1908. Adalberg publie ensuite en 1889-1894 Księga przysłów polskich (Le livre de proverbes polonais), le premier ouvrage sur ce sujet en polonais. Cet ouvrage dont la publication a été financée par Witold Zglenicki, par l'intermédiaire du Fonds Mianowski, contient plus de 3 000 proverbes avec autant de variantes, et couvre une période de quatre siècles dans le domaine de la parémiologie. Adalberg traduit également 580 proverbes juifs de la collection d'Ignacy Bernstein, qu'il publie en 1890 sous le titre Przysłowia żydowskie (Proverbes juifs) dans le magazine Wisła. Il prépare aussi des éditions annotées d'anciennes œuvres littéraires polonaises, qui seront publiées dans la série Biblioteka Pisarzy Polskich (Bibliothèque des auteurs polonais) par l'Académie polonaise des arts et sciences.
Des difficultés financières empêchent Adalberg de poursuivre des études supérieures après 1898. Il travaille alors à la banque Zachodni de Hipolit Wawelberg, tout d'abord comme correspondant à Saint-Pétersbourg, puis comme gestionnaire de biens au siège à Varsovie. Il va également travailler au bureau de statistique privé de Jean de Bloch afin d'étudier les conditions de vie des juifs en Pologne et en Russie. Il est membre de la Commission de philologie de l'Académie polonaise des arts et sciences à partir de 1898, bien qu'il n'occupe aucun poste universitaire. Avant la Première Guerre mondiale, il est actif dans la branche varsovienne de l'Obchtchestva dlia Rasprostranenia Prosvechtchenia Mejdou Evreïam (Société pour la promotion de la culture parmi les Juifs), plus connue sous l'acronyme OPE, et est un des cofondateurs de la Fondation Hipolit Wawelberg qui remet des prix pour des ouvrages savants sur l'histoire juive.
En 1918, Adalberg assume la responsabilité pour les affaires juives au sein du gouvernement nommé par le Conseil de régence polonais. Il soutient aussi les tentatives pour unifier les cercles assimilationnistes juifs en prévision des élections au conseil communautaire de Varsovie. La même année, quand la Pologne retrouve son indépendance, il supervise les affaires juives au Ministère des religions et de l'enseignement public, poste qu'il occupera jusqu'en 1930. À ce titre, il est chargé de contrôler les statuts légaux des communautés religieuses juives. Il s'attache aussi à créer une école d'état pour les enseignants de la communauté juive, l'Institut des études juives et la Grande bibliothèque juive de Varsovie.
Il prend officiellement sa retraite en 1930, mais les représentants de l'Agoudat Israel avaient demandé sa démission, l'accusant de favoriser les sionistes en suggérant que les communautés juives devaient soutenir l'émigration vers la Palestine, ce qui avait permis aux institutions juives d'affecter des fonds dans ce but de façon semi-officielle.
Pendant les dix dernières années de sa vie, il est le représentant à Varsovie du Gesellschaft für die Wissenschaft des Judentums (Société pour les sciences du judaïsme).
Le 10 novembre 1939, au début de l'occupation de la Pologne par les nazis, il se suicide. Il est enterré dans le cimetière juif de la rue Okopowa à Varsovie. L'emplacement exact de sa tombe est inconnu.